# IC 10
IC 10 é uma pequena galáxia irregular na direção da constelação de Cassiopeia. Possui uma declinação de +59° 18′ 14″ e uma ascensão reta de 00 hora, 20 minutos e 17.3 segundos. IC 10 é uma galáxia do Grupo Local.
A galáxia IC 10 foi descoberta por Lewis Swift, em 1887. Apesar de sua proximidade, a galáxia é bastante difícil de estudar porque fica perto do plano da Via Láctea e é, portanto, fortemente obscurecida pela matéria interestelar.